# Wespazjan Lanckoroński
Wespazjan Lanckoroński herbu Zadora (ur. 1612 w Krakowie, zm. 1677 we Lwowie) – biskup kamieniecki od 1670, sekretarz królewski.

## Życiorys
Od 1628 studiował na uniwersytecie jezuickim w Würzburgu. W 1630 wstąpił do nowicjatu jezuitów w prowincji Trewiru. W 1641 został profesorem egzegezy biblijnej w kolegium jezuickim w Krakowie. W 1642 zdymisjonowany z zakonu, został księdzem diecezjalnym. W 1645 został sekretarzem królewskim. W 1647 przebywał w Padwie. W 1659 mianowany kanonikiem i kustoszem sandomierskim. W tym też roku król Jan II Kazimierz mianował go swoim rezydentem w Wiedniu, skąd przesyłał swoje raporty i rozpowszechniał tam królewską gazetę Merkuriusz Polski. W 1670 został biskupem kamienieckim. W 1672 brał udział w sześcioosobowej radzie wojennej w czasie obrony Kamieńca Podolskiego, choć formalnie do niej nie należał. 26 sierpnia w obliczu załamania nerwowego przeprowadził uchwałę ludności o poddaniu się Turkom. Elektor Jana III Sobieskiego z województwa podolskiego w 1674 roku, podpisał jego pacta conventa.